# Dodge
För andra betydelser, se Dodge (olika betydelser).

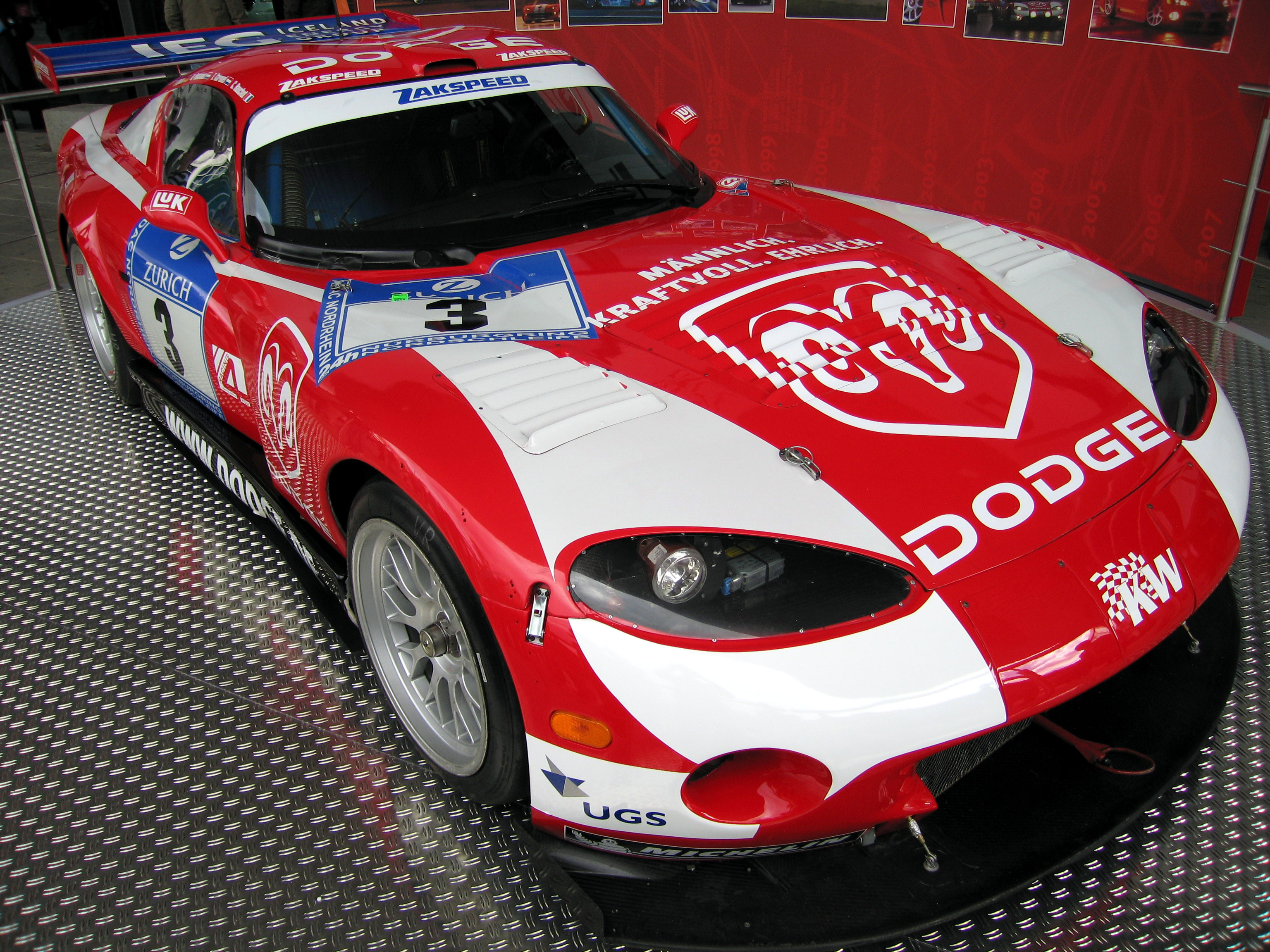
Dodges logotyp på motorhuven på en racerbil

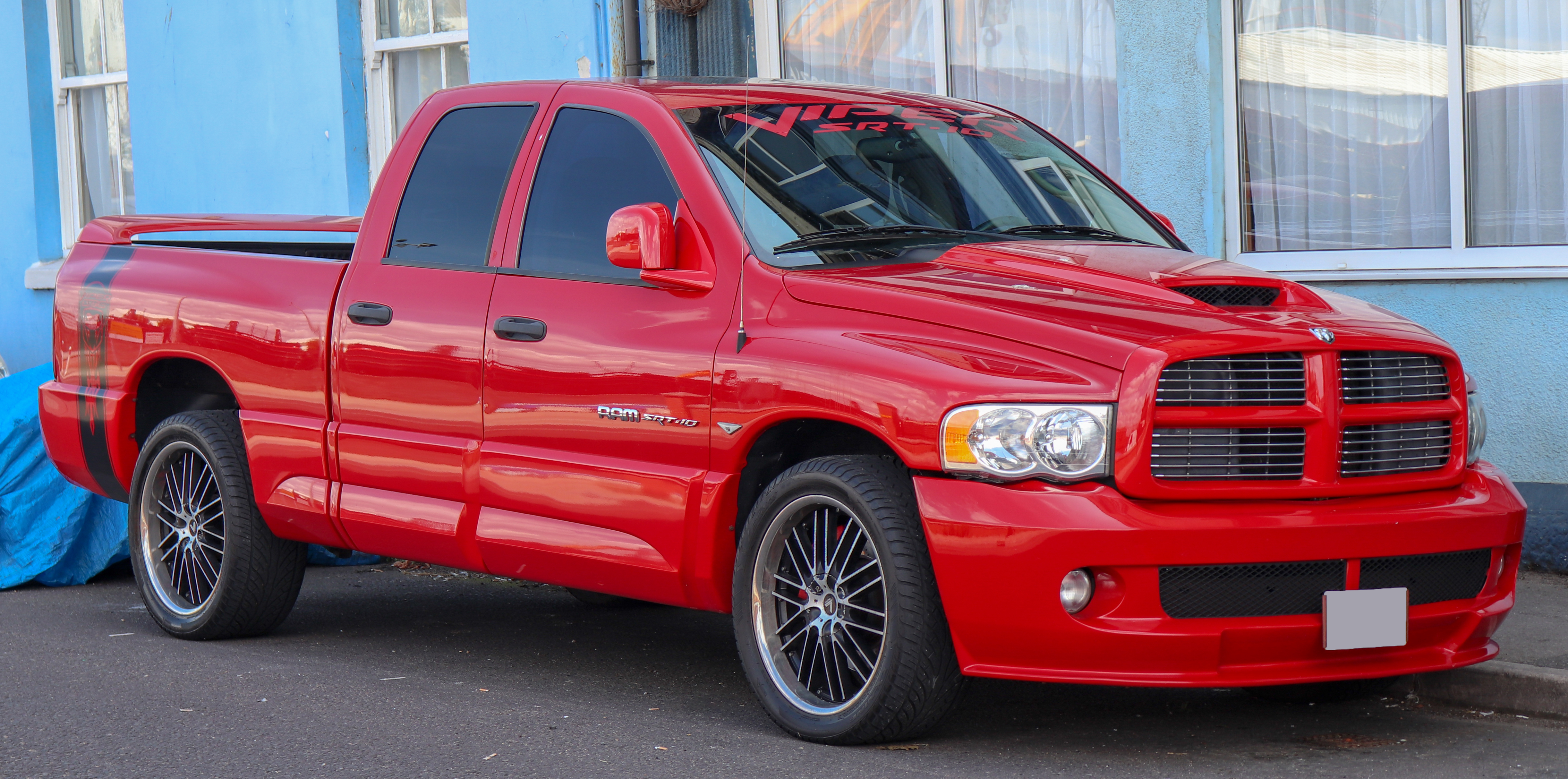
2005 års Dodge Ram SRT-10

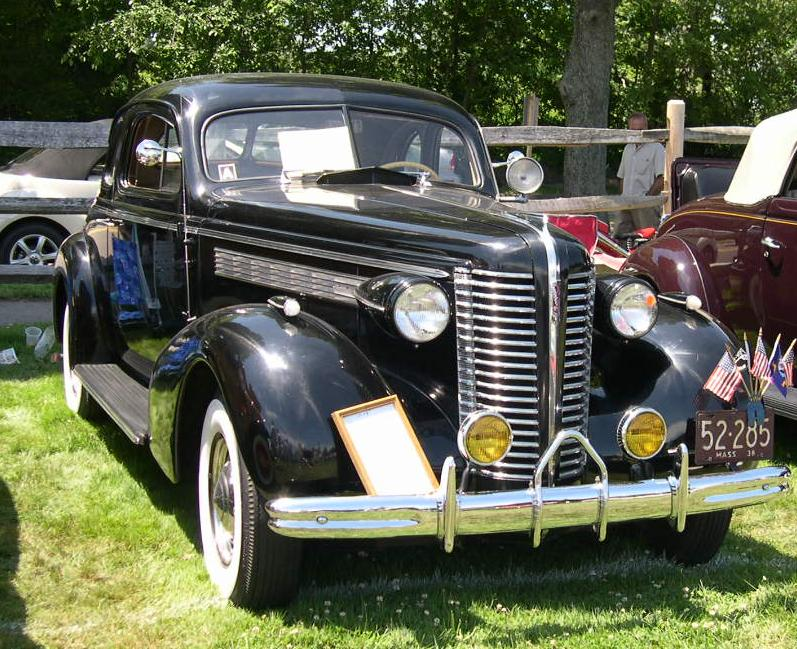
1938 års Dodge Coupé

Dodge är ett amerikanskt bilmärke grundat som Dodge Brothers, Inc. den 18 juli 1914. Märket införlivades 1928 i Chrysler-koncernen, som numera ägs av Stellantis. Namnet kommer från bröderna John Francis Dodge och Horace Elgin Dodge. Både personbilar, tunga och mindre lastbilar har sålts under Dodge-namnet.
Dodge-bilarna har sedan 1950-talet i många fall varit varianter av andra modeller inom koncernen (där framför allt Chrysler och Plymouth har ingått). Dodge-bilarna har oftast haft en lite sportigare framtoning, och renodlade sportmodeller som Charger, Challenger och nutida Viper har enbart gått under Dodge-flagg.
Främst under 1980- och -90-talet köpte Dodge bilar på licens från bland annat Mitsubishi eftersom de själva inte hade kapacitet att samtidigt utveckla alla typer av bilmodeller som det amerikanska folket behövde. Mitsubishi hade redan en mängd små modeller som var intressanta på den för tiden kärva bensinmarknaden. Mitsubishi Colt är en modell som såldes under mycket lång tid och finns i många exemplar i USA än idag. Se även Hyundai Atos, som på den mexikanska marknaden säljs under namnet Dodge Atos.
Under lång tid såldes mycket få Dodge-bilar i Europa, men 2006 återintroducerades märket i ett flertal europeiska länder, däribland Sverige. 2011 försvann märket helt från Europa. Vissa modeller fortsatte dock att säljas under namnet Fiat.

## Modeller
- Dodge 400 (1982-1983)
- Dodge 600 (1983-1988)
- Dodge 880 (1962-1964)
- Dodge Aries (1981-1989)
- Dodge Aspen (1976-1980)
- Dodge Avenger (1995-2000, 2007-nutid)
- Dodge B Series (1948-1953)
- Dodge Caliber (2007-nutid)
- Dodge Caravan (1984-nutid)
- Dodge Cuda
- Dodge Challenger (1969-1974, 1978-1983, (2:a generationen var egentligen en omnamnad/licens Mitsubishi Galant), 2008-nutid)
- Dodge Charger (1966-1978, 1983-1987, 2006-nutid)
- Dodge Charger Daytona (1969, 1977, 2006-nutid)
- Dodge Colt (1971-1994, omnamnad/licens Mitsubishi Lancer/Mirage)
- Dodge Conquest (1984-1986, omnamnad/licens Mitsubishi Starion)
- Dodge Coronet (1948-1959, 1965-1976)
- Dodge Crusader (1951-1958), Kanadensisk modell (1951-1953, omnamnad Plymouth Cambridge); (1954-1958, omnamnad Plymouth Plaza)
- Dodge Custom 880 (1962-1965)
- Dodge D Series (1961-1980)
- Dodge Dakota (1987-nutid)
- Dodge Dart (1960-1976)
- Dodge Daytona (1984-1993)
- Dodge Diplomat (1977-1989)
- Dodge Durango (1998-nutid)
- Dodge Dynasty (1988-1993)
- Dodge Grand Caravan (1987-nutid)
- Dodge Intrepid (1993-2004)
- Dodge Kingsway (1946-1954), Kanadensisk modell (1946-1950, omnamnad Plymouth DeLuxe); (1951-1952, omnamnad Plymouth Concord)
- Dodge Lancer (1961-1962, 1985-1989)
- Dodge Magnum (1978-1979, 2005-nutid)
- Dodge Mayfair (1953-1959) Kanadensisk modell, omnamnad Plymouth Belvedere
- Dodge Mini Ram (1984-1988, Skåpbilsversion av Dodge Caravan)
- Dodge Mirada (1980-1983)
- Dodge Monaco (1965-1978, 1990-1992)
- Dodge Neon (1995-2005)
- Dodge Nitro (2007-nutid)
- Dodge Omni (1978-1990)
- Dodge Phoenix
- Dodge Polara (1960-1973)
- Dodge Power Wagon (1945-1968, 1973)
- Dodge Raider (1987-1990, omnamnad/licens Mitsubishi Montero)
- Dodge Ram (1981-nutid)
- Dodge Ram 50 (1979-1993, omnamnad/licens Mitsubishi Mighty Max)
- Dodge Ram Van (1979-2003)
- Dodge Ram Wagon (1979-2003)
- Dodge Ramcharger (1974-1993)
- Dodge Rampage (1982-1984)
- Dodge Regent (1946-1959, Kanadensisk modell (1946-1950, omnamnad/licens Plymouth Special DeLuxe); (1951-1953, omnamnad/licens Plymouth Cranbrook); (1954-1959, omnamnad/licens Plymouth Savoy)
- Dodge Shadow (1987-1994)
- Dodge Sierra
- Dodge Spirit (1989-1995)
- Dodge Sportsman (1971-1978)
- Dodge Sprinter (2003-nutid, omnamnad Mercedes-Benz Sprinter)
- Dodge SRT-4 (2003-2005)
- Dodge St. Regis (1979-1981)
- Dodge Stealth (1991-1996, omnamnad/licens Mitsubishi 3000GT)
- Dodge Stratus (1995-2006)
- Dodge Super Bee (1968-1971)
- Dodge Town Panel
- Dodge Town Wagon
- Dodge Tradesman (1971-1978)
- Dodge Viper (1992-2017)
- Dodge Viscount (1959, Kanadensisk modell, omnamnad Plymouth Fury)
- Dodge W150
- Dodge W200
- Dodge Sara